# Sfiha
Une sfiha (de l'arabe صفيحة / ṣafīḥa, prononcé localement /ˈsˤfiːħa/) est une tartelette à la viande de mouton hachée dans la cuisine levantine. Elle est connue au Brésil sous le nom d'esfirra ou esfiha.